# 大学共同利用機関法人
大学共同利用機関法人（だいがくきょうどうりようきかんほうじん、Inter-University Research Institute Corporation）とは、国立大学法人法に基づき、大学共同利用機関を設置することを目的として、同法の定めるところにより設立される法人である（同法第2条第3項）。また、大学共同利用機関とは、従前の国立学校設置法第九条に基づき、文部科学省の附置機関として設置されていた国立研究機関である。同法廃止時に新たに制定された国立大学法人法に基づく４つの大学共同利用機関法人と個別の法律に基づく２つの独立行政法人が設置する機関へすべての大学共同利用機関が移行した。

## 大学共同利用機関の概要
大学共同利用機関は、大型測定機器や高速計算機など非常に高額で大学単独では購入することが難しい研究施設を整備し、あるいは、貴重な文献や資料を収集保存することによって、学術研究の発展・振興に資するという国家政策に基づく研究機関である。昭和48年国立学校設置法改正から平成元年の同法改正までは「国立大学共同利用機関」と呼ばれた。平成元年以降は「大学共同利用機関」と改称し、平成16年の国立大学法人法施行までは、文部科学省の附置機関であった。
国立大学法人法施行を契機として再編が行われ、国立大学法人に準ずる4つの「大学共同利用機関法人」が設立された。
もともと機構そのものが大学共同利用機関として存在していた高エネルギー加速器研究機構は単独で、それ以外の大学共同利用機関は、既存の学問的枠組みにとらわれず将来の発展を見越した組み合わせで機構を新設して法人化された。
また、大学共同利用機関法人とは別の枠組みで法人化された大学共同利用機関も存在している。
国立大学法人法施行以降は、国立大学法人法に基づき設置され、大学（国公私立を問わない）の共同利用に供される国立の研究所である。設置される大学共同利用機関は、国立大学法人法施行規則別表第一によって、大学共同利用機関法人の区分に応じ定められている。
施行規則別表の主たる区分の目的は、学術研究の各専門分野に応じて定められている。あくまでも区分であって、各機関は文科系・理科系の区別にとらわれず、学術研究発展を目的とした専門研究の実施を目的としている。
また、各大学共同利用機関は、基盤機関として国立大学法人総合研究大学院大学を構成し、大学院研究教育を行っている。
令和4年3月1日、4つの大学共同利用機関法人（人間文化研究機構、自然科学研究機構、高エネルギー加速器研究機構、情報・システム研究機構）及び国立大学法人総合研究大学院大学は共同で、
5法人が社員となる「一般社団法人大学共同利用研究教育アライアンス（IU-REAL）」を設立。
各法人の独立性を保ったまま、連合体という形態で統合を図った。

## 大学共同利用機関法人及び大学共同利用機関
国立大学法人法施行規則（平成15年12月19日文部科学省令第57号）第1条別表第1（大学共同利用機関法人の設置する大学共同利用機関）で規定されている大学共同利用機関。
- 大学共同利用機関法人人間文化研究機構（東京都港区虎ノ門）
  - 国立歴史民俗博物館（千葉県佐倉市）
  - 国文学研究資料館（東京都立川市）
  - 国立国語研究所（東京都立川市）※平成21年に文化庁所管独立行政法人から大学共同利用機関法人人間文化研究機構へ移管編入
  - 国際日本文化研究センター（京都府京都市西京区）
  - 総合地球環境学研究所（京都府京都市北区）
  - 国立民族学博物館（大阪府吹田市千里万博公園）
- 大学共同利用機関法人自然科学研究機構（東京都港区虎ノ門）
  - 国立天文台（東京都三鷹市）
  - 核融合科学研究所（岐阜県土岐市）
  - 基礎生物学研究所（愛知県岡崎市）
  - 生理学研究所（愛知県岡崎市）
  - 分子科学研究所（愛知県岡崎市）
- 大学共同利用機関法人高エネルギー加速器研究機構（茨城県つくば市）
  - 素粒子原子核研究所（茨城県つくば市）
  - 物質構造科学研究所（茨城県つくば市）
  - 加速器研究施設（茨城県つくば市）※機構直属
  - 共通基盤研究施設（茨城県つくば市）※機構直属
- 大学共同利用機関法人情報・システム研究機構（東京都港区虎ノ門）
  - 国立極地研究所（東京都立川市）
  - 国立情報学研究所（東京都千代田区一ツ橋）
  - 統計数理研究所（東京都立川市）
  - 国立遺伝学研究所（静岡県三島市）

## 大学共同利用機関法人以外の法人へ継承された大学共同利用機関
国立大学法人法別表第二で規定されている大学共同利用機関法人に属さない大学共同利用機関。
- 国立研究開発法人 宇宙航空研究開発機構 宇宙科学研究所 （神奈川県相模原市中央区）

大学共同利用機関である文部科学省宇宙科学研究所は、独立行政法人航空宇宙技術研究所および特殊法人宇宙開発事業団と統合されたため大学共同利用機関法人へ参加しなかったが、国立研究開発法人宇宙航空研究開発機構法に基づき、大学共同利用システムという名称で大学共同利用機関としての機能を維持しており、総合研究大学院大学の基盤機関である。
- 独立行政法人 メディア教育開発センター （千葉県千葉市美浜区）

大学共同利用機関としては唯一単独で独立行政法人へ移行したが、平成21年度に廃止。独立行政法人メディア教育開発センター法に基づき、廃止時まで大学共同利用機関としての機能を維持しており、総合研究大学院大学の基盤機関であった。

## 大学共同利用機関法人が独自に設置した大学共同利用機関以外の組織
各大学共同利用機関法人が法人化後に独自に設置した研究組織。
- 大学共同利用機関法人自然科学研究機構
  - アストロバイオロジーセンター（東京都三鷹市）
  - 生命創成探究センター（愛知県岡崎市）
- 大学共同利用機関法人情報・システム研究機構
  - データサイエンス共同利用基盤施設（東京都立川市）